# 非战斗人员撤离行动

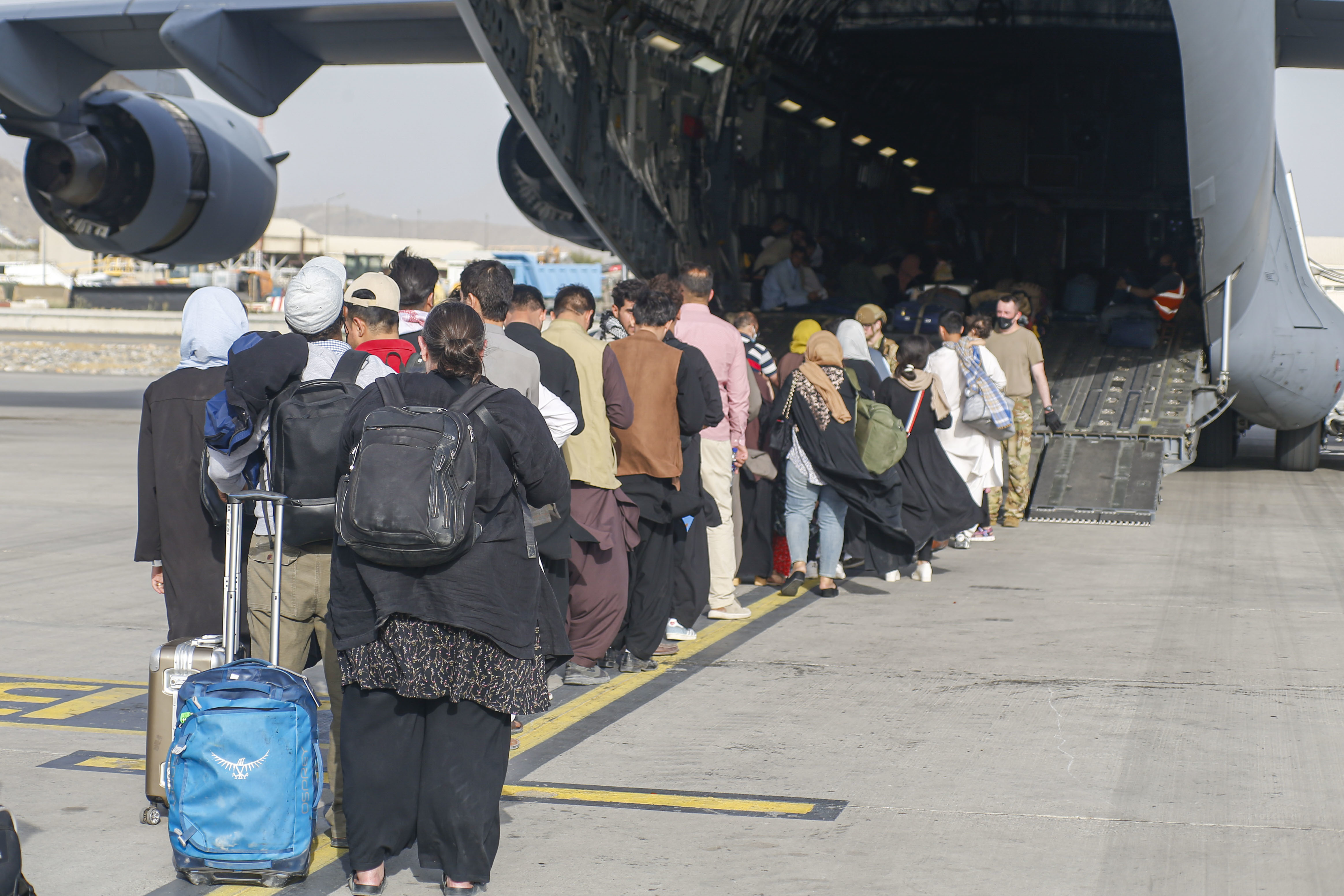
2021年喀布尔国际机场撤离行动中，撤离人员登上美军的一架波音C-17环球霸王III运输机

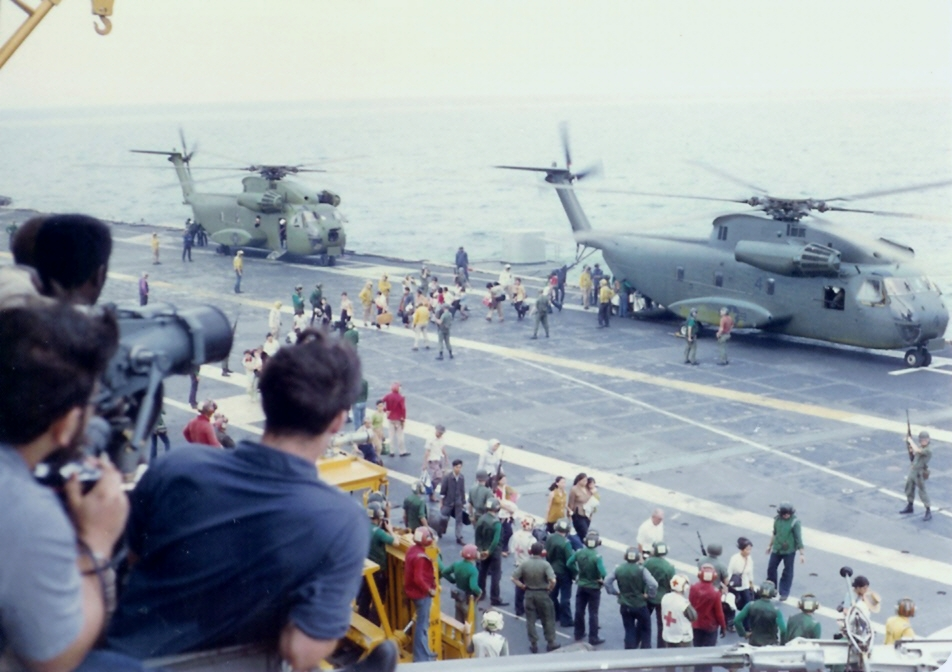
1975年4月29日常风行动期间，從西貢市撤离至美军航母漢考克號上的直升機正在卸下南越市民

非战斗人员撤离行动（英語：Noncombatant Evacuation Operations, NEO）指在海外国家发生危险时，将当地平民和非必要军事人员撤离到其所属国家或指定安全场所的军事和外交行动。海外撤离行动可能在内乱、军事入侵、环境问题和自然灾害等多种情况下发生，可分为强制撤离和自愿性质的撤离。撤侨则特指将侨居海外的本国公民撤至本国的撤离行动。
非战斗人员撤离行动是政府行使的領事保護职能之一。其也是海外公民保护最典型且直接的手段:121，以及主权国家保护本国公民的责任意识的体现:123。

## 美国
自20世纪80年代初以来，美国政府大约每两年就要执行一次非战斗人员撤离行动。美国《联合作战纲要》3-68对非战斗人员撤离行动（NEO）进行了详细的规定，其写道：
NEO由国防部（DOD）执行，以协助国务院（DOS）将生命受到威胁的美国公民及侨民、合法永久居民、国防部文职人员以及其他指定人员（例如东道国和第三国的国民），在国务院的指示下，从外国地点撤离至适当的安全场所。
纲要亦将NEO分为两种：针对由特使团团长（COM）指定的人员的强制撤离（ordered departure），以及针对其他受威胁的美国公民和指定人员进行的援助撤离（assisted evacuation）。其中美国公民等援助撤离对象可自愿决定是否撤离，美国政府则将根据具体情况决定是否撤离东道国和第三国国民。

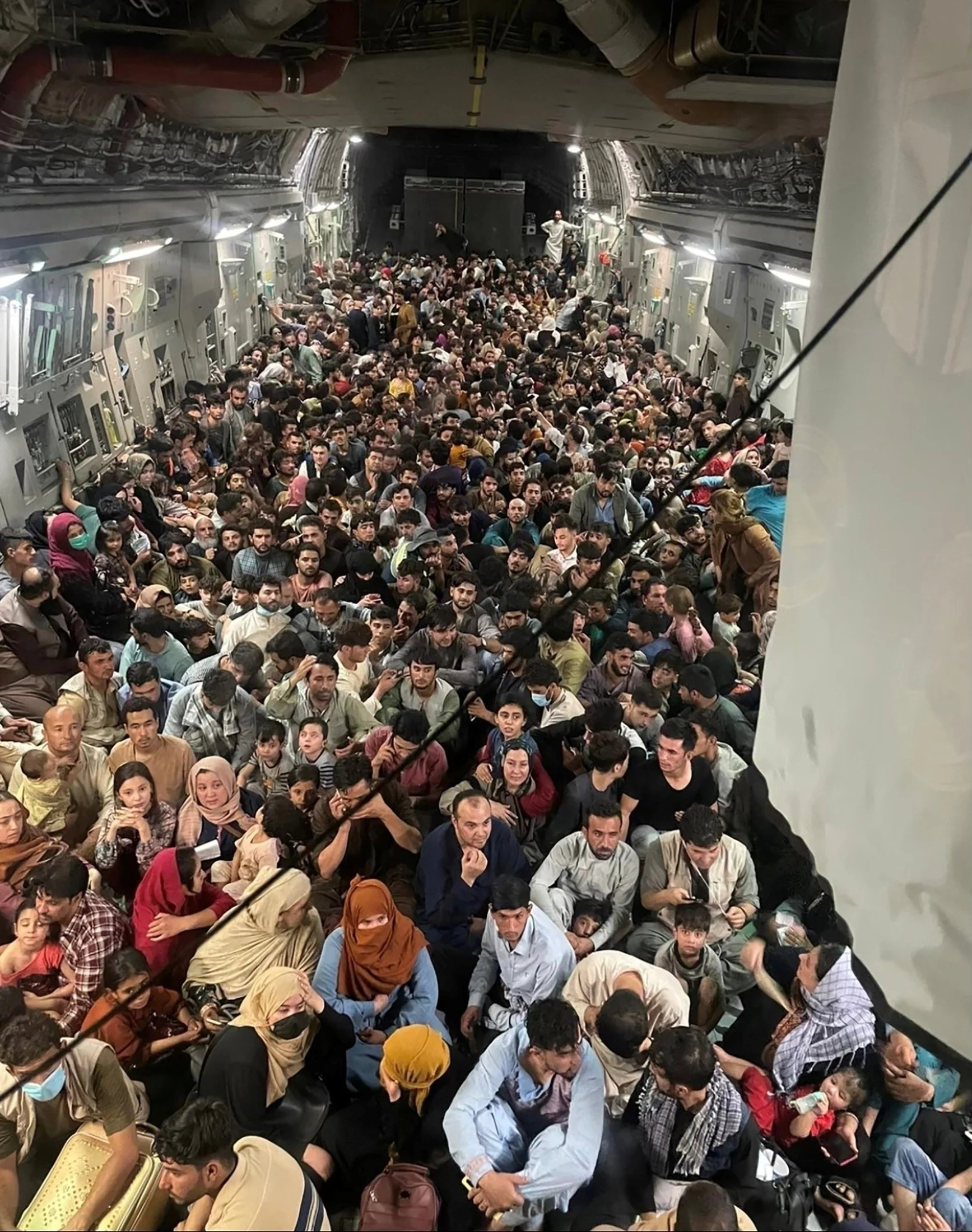
2021年8月15日，美军一架波音C-17环球霸王III运输机从喀布尔国际机场安全运送了823名阿富汗公民

此外，美国法律规定非政府雇员若通过政府资助的航班撤离，需要自行承担运输费用。该费用不得超过商业航班经济舱的标准票价。

## 中华人民共和国
中华人民共和国通常将海外撤离行动称为“撤侨”，但关于撤离对象的身份并没有严格的限制。改革开放以来，截至2018年3月，中国实行的撤侨行动共34次，其中因战乱或政局动荡撤离28次，因突发自然灾害撤离6次:121–122。中国海军则三次参与撤侨行动，分别是2011年利比亚撤侨、2015年也門撤僑和2023年苏丹撤侨。其中利比亚撤侨是新中国成立以来最大的撤侨行动，也是中国第一次动用军事力量参与撤侨，共撤离35,860人名中国人员和2,100名外籍公民。此外，中国政府几乎承担了每次海外撤离行动的费用，其中还包括外籍公民的费用:130。